# Троицкая церковь (Етеревская)
Троицкая церковь (Свято-Троицкий храм, церковь Святой Троицы, церковь Троицы Живоначальной) — православный храм в станице Етеревской Области Войска Донского, ныне Волгоградской области.

## История
В 1734 году в станице был построен первый православный храм во имя Святого Николая Чудотворца — Николаевская церковь. В 1754 году вместо обветшавшей церкви была заложена новая деревянная, построенная и освященная в 1759 году. Эта церковь, при переходе станицы на новое место, была также перенесена и освящена в 1800 году. Установили её на каменном фундаменте с колокольней. Просуществовала эта однопрестольная церковь до середины 1870-х годов. В 1873 году взамен обветшалого Никольского храма был заложен новый храм во имя Святой Троицы, также деревянный, на кирпичном фундаменте, построенный и освящённый в 1878 году. Новая церковь имела четыре придела: главный — во имя Святой Троицы, с левой стороны — Архистратига Михаила, с правой стороны — Николая Чудотворца и в трапезной — во имя Успения Божьей Матери. Она была деревянная, на каменном фундаменте. А старая Никольская церковь была продана в хутор Шарашкин Зотовской станицы.
В приход Троицкой церкви станицы Етеревской входили жители 12 казачьих хуторов: Малый и Большой Орешкины (в 15 верстах), Ильменский и Месюгин (в 4 верстах), Субботин и Большой (в 8 верстах), Фатеев и Попов (в 25 верстах), Медведицкий и Моховой (в 12 верстах), Глушицкий (в 6 верстах) и Буянов (в 15 верстах). Приходское училище в станице было открыто в 1866 году.
Антирелигиозная политика советской власти привела к закрытию церкви, храм был разрушен.